# Departamento de Rosario de la Frontera
El departamento de Rosario de la Frontera (o más frecuentemente departamento Rosario de la Frontera) es un departamento ubicado en la provincia de Salta, Argentina.
Tiene 5.402 km² y limita al norte con el departamento de Metán, al oeste con el de Anta, al sur con la provincia de Santiago del Estero, al sur con la provincia de Tucumán, y por oeste con los departamentos de La Candelaria y de Guachipas.

## Localidades
- Rosario de la Frontera
- Antilla
- Copo Quile
- El Potrero
- El Naranjo
- San Felipe

## Parajes
- Almirante Brown
- Apeadero Cochabamba
- Almona
- Arenal
- Balboa
- Bella Vista
- El Bordo
- El Morenillo
- Horcones
- Las Mercedes
- Las Saladas
- Villa Corta
- Los Baños
- Los Mogotes
- Puente de Plata
- Río Urueña
- Santa María
- San Lorenzo
- Las Termas
- El Dique
- Virgen de la Montaña

## Demografía
Según el INDEC durante el censo argentino de 2010 la población del departamento fue de 28.993 habitantes.
Para el censo 2022 el departamento registró 33.809 habitantes. Esto representó un aumento en la cantidad de personas del 16,6%.
|           | 1869  | 1895    | 1914    | 1947    | 1960    | 1970   | 1980    | 1991    | 2001   | 2010   | 2022   |
| Población | 5.014 | 6.254   | 8.035   | 14.160  | 16.026  | 16.822 | 20.677  | 25.842  | 28.013 | 28.993 | 33.809 |
| Variación | -     | +24,73% | +28,47% | +76,22% | +13,17% | +4,96% | +22,91% | +24,97% | +8,40% | +3,5   | +16,6  |

Fuente: Instituto Nacional de Estadísticas y Censos, INDEC

## Sismicidad
La sismicidad del área de Salta es frecuente y de intensidad baja, y un silencio sísmico de terremotos medios a graves cada 40 años